# انجمن‌های برادری و باشگاه‌های زنان
انجمن‌های برادری و باشگاه‌های زنان سازمان های اجتماعی در دانشکده‌ها و دانشگاه‌ها هستد. شکلی از برادری اجتماعی‌اند که در ایالات متحده و کانادا و فیلیپین برجسته‌اند؛ همچنین شمار کمی در فرانسه و بریتانیا و جاهای دیگر. سازمان‌هایی همانندش در کشورهای آلمانی‌زبان با عنوان Studentenverbindungen وجود دارند.